# Maria Eich
Maria Eich è un monastero agostiniano con annesso santuario nelle vicinanze di Planegg, in Alta Baviera.

## Storia

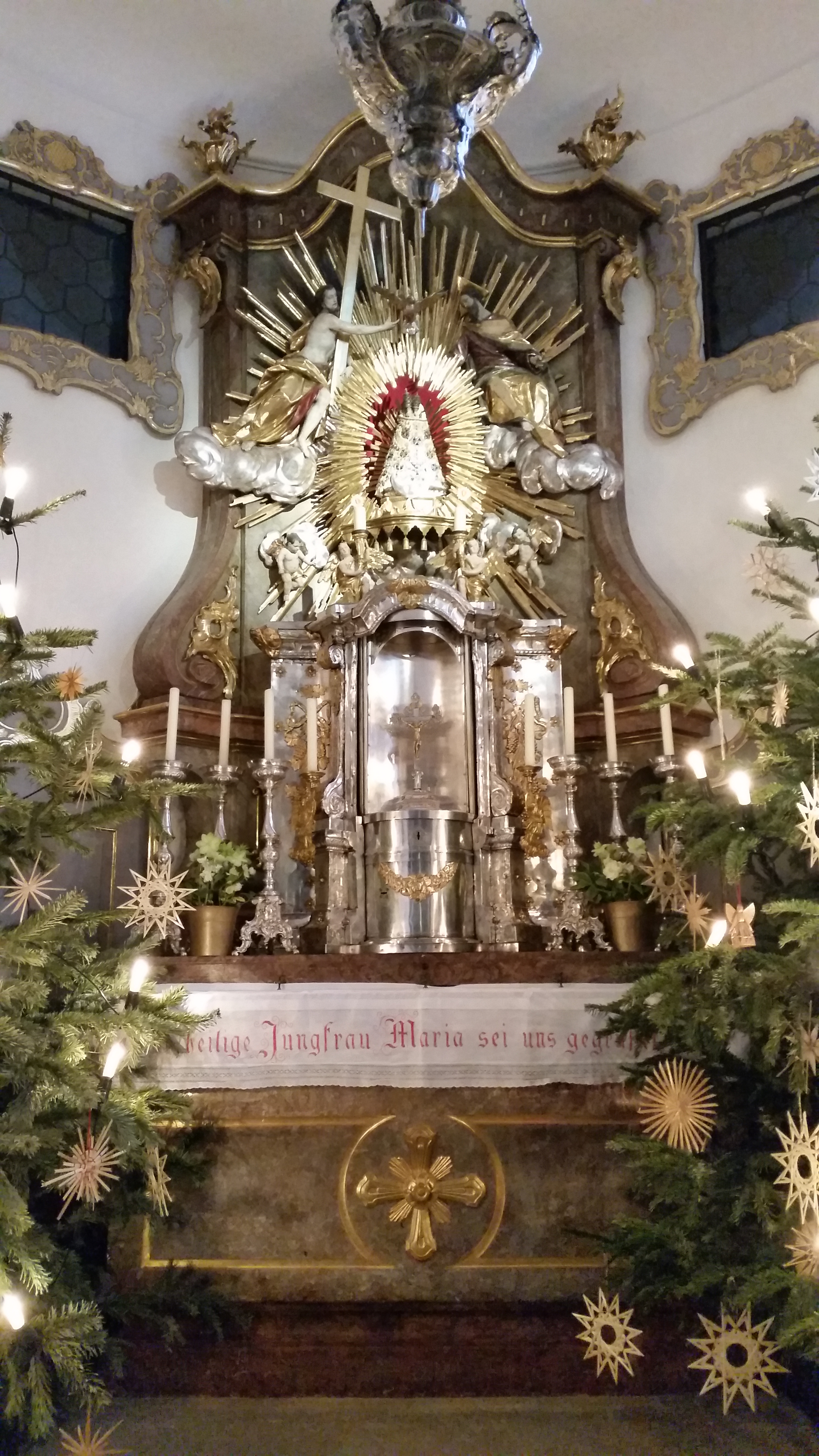
L'altare interno con il quadro mariano

Tra il 1710 e il 1712, Franz e Kaspar Thallmayr da Planegg, figli di un fabbro, posarono in una cavità di una quercia un quadro raffigurante la Madonna di Loreto. Nel 1733 la miracolosa guarigione di un lavoratore giornaliero indusse alcuni agricoltori di Planegg a identificare nella quercia un luogo di pellegrinaggio. Per rispondere al grande afflusso di persone, già dall'anno successivo fu costruita una capanna attorno al quadro e al relativo albero, con quest'ultimo che passava attraverso il tetto. Nel 1742 la capanna fu sostituita da un edificio in mattoni, il quale fu tuttavia consacrato solo il 18 Maggio 1768.  

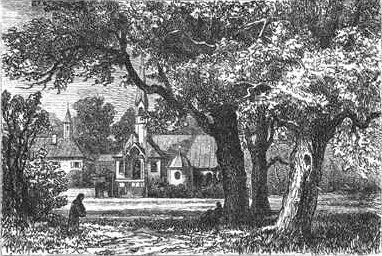
Maria Eich nel 1876

Nelle vicinanze della cappella, negli anni 1745-1746 il barone von Ruffin, signore di Planegg, fece costruire un eremo. La struttura, inizialmente a un solo livello, nel 1790 fu dotata di un secondo piano e dal 1790 al 1804 servì anche come scuola di Planegg. Gli eremiti di Maria Eich ricoprirono tuttavia ruoli di insegnamento per un periodo più ampio che va dal 1746 a circa il 1837; in questo periodo, ben tredici consacrati affiancarono ai loro ai servizi da sacrestano e organista quello di maestro. 

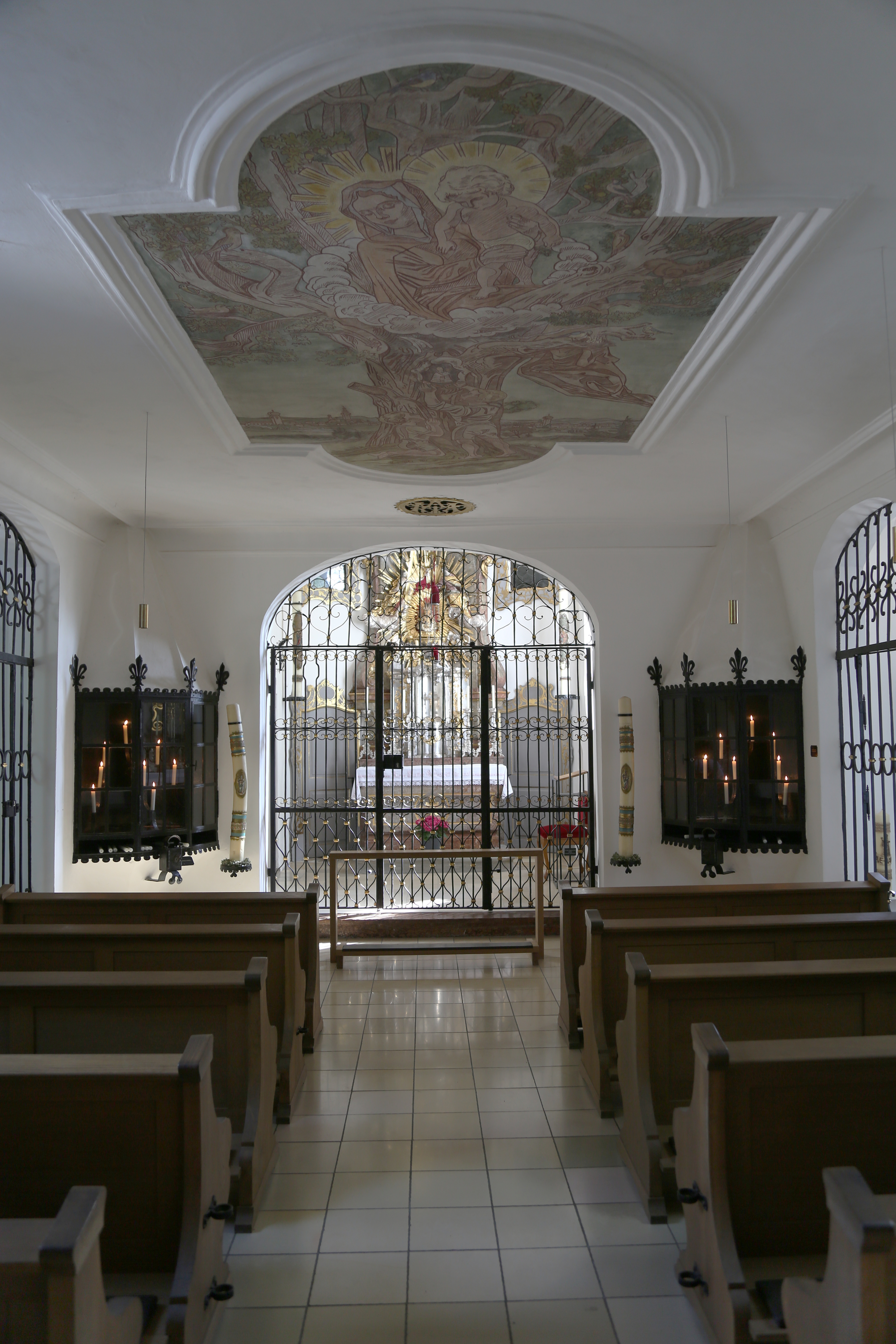
Interno della cappella

Nel 1775 la cappella fu dotata di due campane, rispettivamente di tono C # e D, delle quali la prima è sopravvissuta fino ad oggi. 
La fama di Maria Eich si deve tuttavia a un episodio avvenuto il 12 ottobre 1775, quando durante una caccia da inseguimento organizzata dal principe elettore Massimiliano III di Baviera un cervo si rifugiò nella cappella e il nobiluomo, assistendo alla scena, decise di risparmiare l'animale. A ricordo di questo evento, alla morte dell'elettore la cappella fu corredata di una lapide commemorativa. 

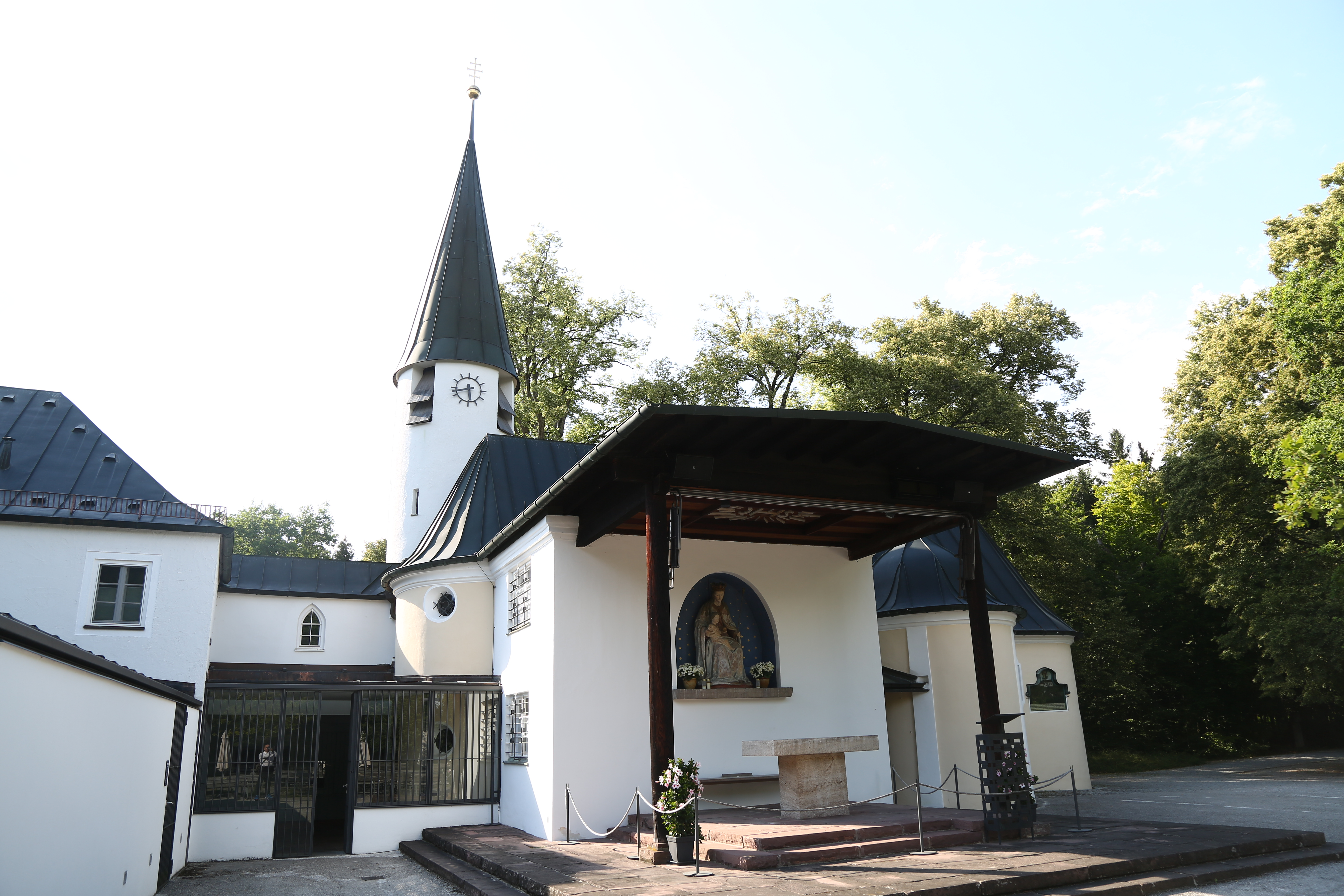
Il campanile e l'altare all'aperto

Oltre all'aggiunta di due cappelle laterali, nel 1780 sul lato ovest furono eretti un altare all'aperto e un pulpito, i quali vennero tuttavia spostati sul lato est nel 1843 e nel 1846, rispettivamente. 
Il 13 agosto del 1805 la cima della quercia che ospitava il quadro mariano fu frantumata da un fulmine. Il tetto della cappella fu quindi chiuso, mentre il rimanente tronco dell'albero fu coperto con pannelli. 

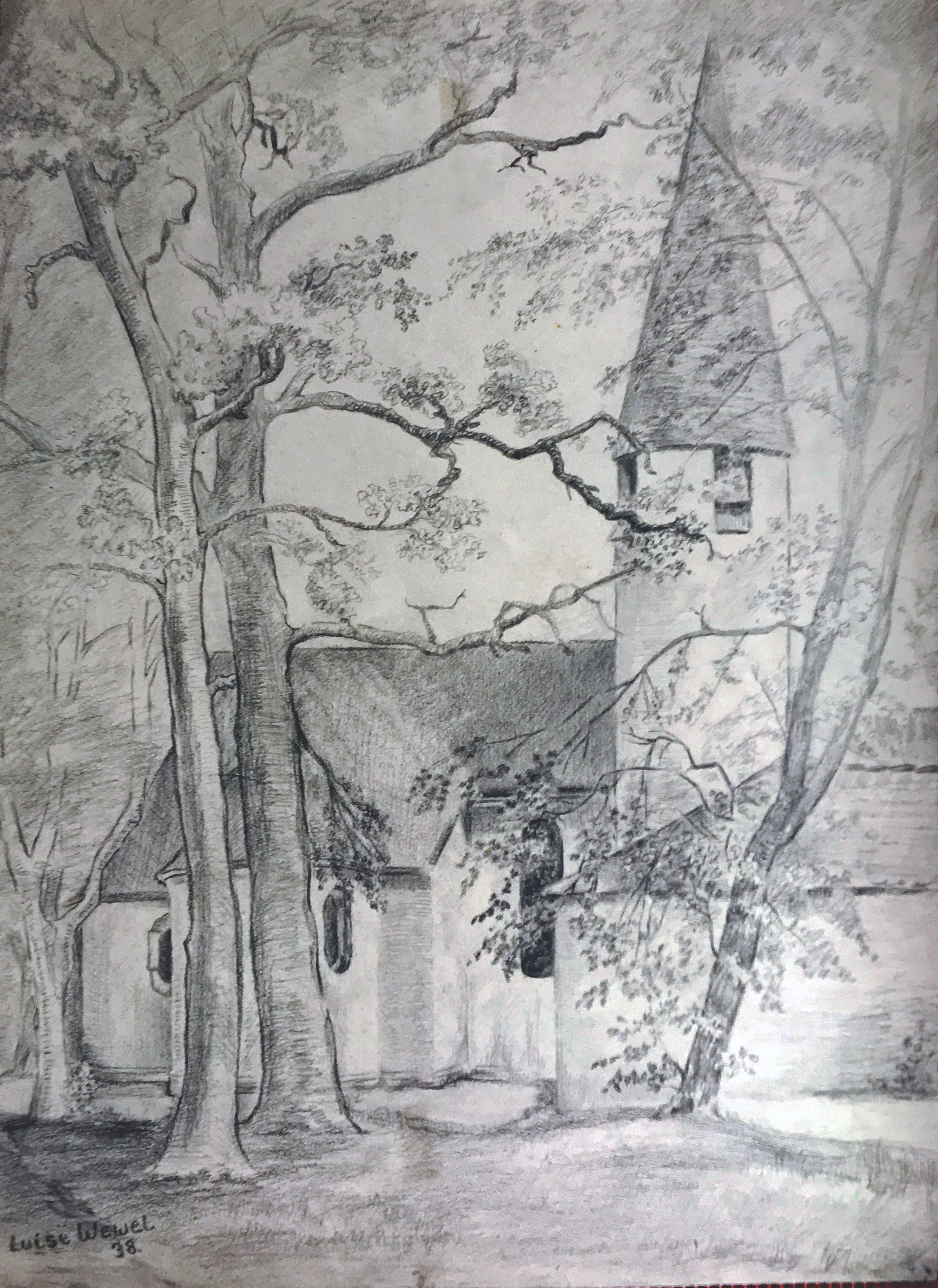
Disegno di Maria Eich nel 1938

Nel XIX secolo si registrò un significativo aumento dei pellegrinaggi, ad opera di fedeli perlopiù provenienti dalla valle del fiume Würm e da Monaco . Per questo motivo nel 1866 fu realizzata una via Crucis che, partendo da Sendling, portava a Maria Eich. Nel 1930 si decise tuttavia di spostare le quattordici immagini della via della croce lungo un'altra strada, di più recente costruzione, che collegava Maria Eich a Lochham. Dopo la trafugazione di quattro quadri, negli anni '60 i rimanenti furono spostati nella cappella. 
Nel 1932 ci fu una ristrutturazione dell'altare e della torre campanaria (un tempo neogotica). Alle spalle dell'altare all'aperto venne inoltre inserita una Madonna con Gesù bambino in arenaria.   
Su richiesta del cardinale Michael von Faulhaber, la cura pastorale nel luogo di pellegrinaggio e nel vicino sanatorio forestale fu affidata a un gruppo di monaci agostiniani, che nel 1958 costruirono un piccolo monastero al posto dell'eremo esistente. In questo contesto, tra il 1956 e il 1958 un progetto di Michael Steinbrecher portò alla realizzazione di un santuario per il culto durante i mesi invernali, costruzione inaugurata l'8 dicembre 1958 dal vescovo Johannes Neuhäusler. Contestualmente a questi lavori, il tronco di quercia fu spostato dall'interno della chiesa a un edificio circolare situato dietro all'altare maggiore al coro, con la quercia che restò tuttavia visibile ai pellegrini per mezzo di un vetro.   
In seguito a un primo ampliamento avvenuto nel 1966, il santuario fu ricostruito tra il 2007 e il 2008, Il nuovo altare fu consacrato il 16 novembre 2008 dal vescovo ausiliare Engelbert Siebler. Le finestre della chiesa sono di Johannes Schreiter. 

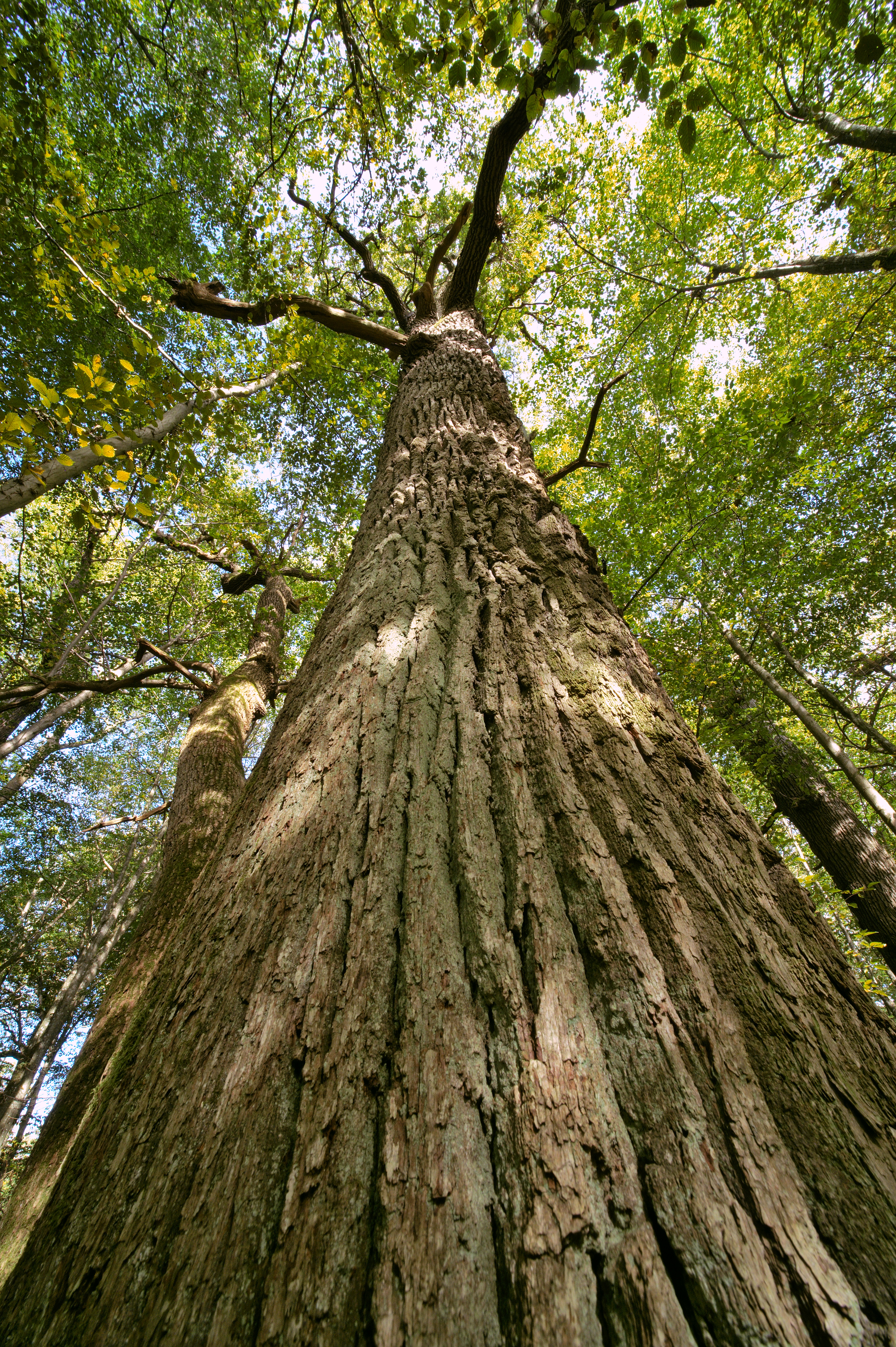
Una delle "querce matusalemme"

Nel 2010 il complesso monastico è stato corredato di una sala comunitaria, fino a quel tempo mancante. Contestualmente si provvedette a ristrutturare l'altare all'aperto, che durante i lavori fu provvisoriamente sostituito da un altare in legno.
Il complesso di Maria Eich è circondato da una foresta di 40 ettari di querce e carpini, chiamata "Klosterwald Maria Eich".  La foresta ospita in particolare una cinquantina di querce di circa 250-300 anni di età, per questa ragione soprannominate "Matusalemme".